# Bussloo

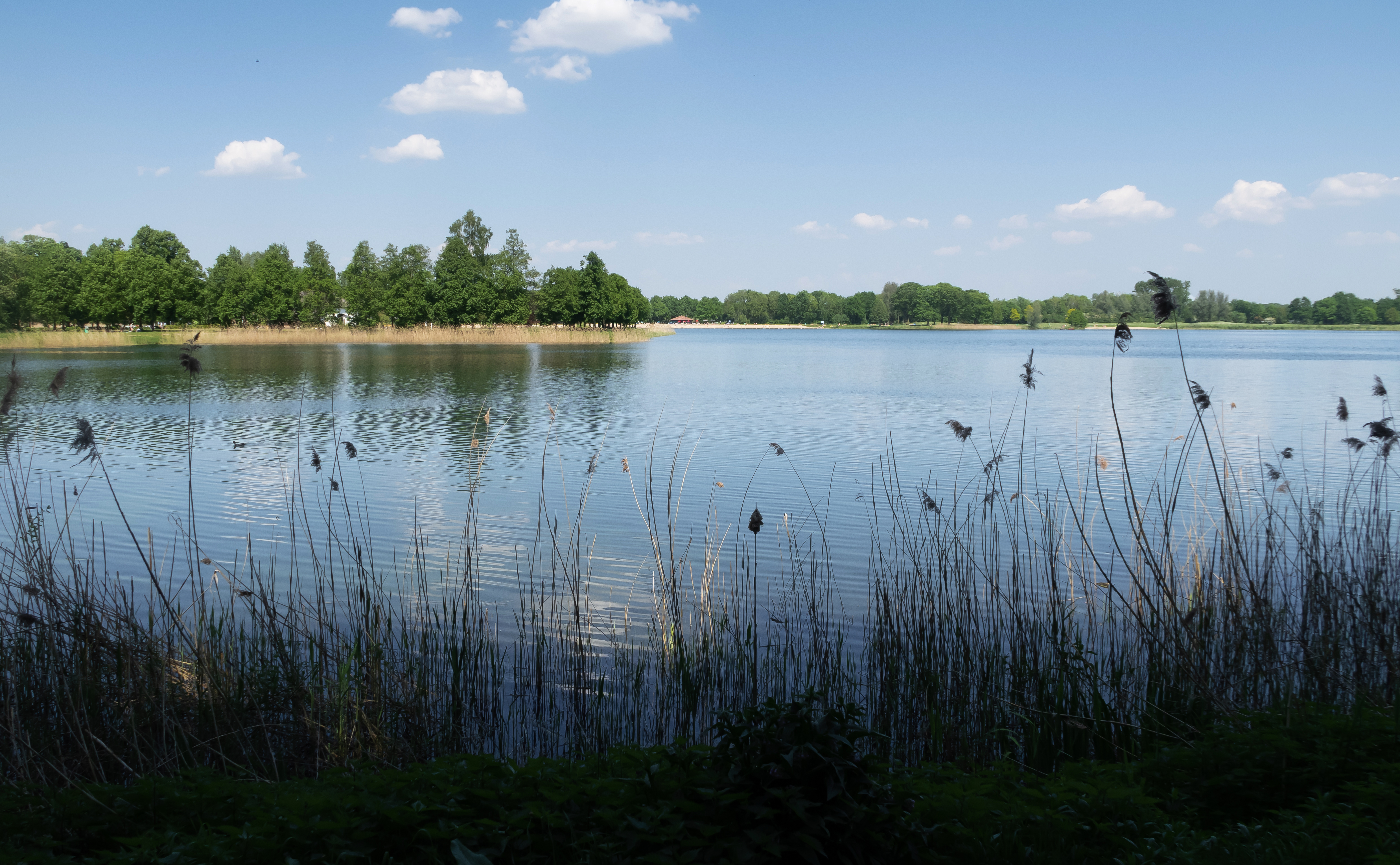
Bussloo, le lac récréatif

Bussloo est un village situé dans la commune néerlandaise de Voorst, dans la province de Gueldre. En 2009, le village comptait environ 170 habitants.

## Culture
Le « Recreatieterrein Bussloo », base de loisirs à Bussloo, accueille chaque année depuis 2006 le Ground Zero Festival, événement de musiques électroniques hardcore, gabber, hardstyle et frenchcore.